# Epipremnum moszkowskii
Epipremnum moszkowskii är en kallaväxtart som beskrevs av Kurt Krause. Epipremnum moszkowskii ingår i släktet Epipremnum och familjen kallaväxter. Inga underarter finns listade.